# Cubillos del Sil
Cubillos del Sil település Spanyolországban, León tartományban. Lakosainak száma 1719 fő (2024).

## Földrajza
Cubillos del Sil Ponferrada, Cabañas Raras, Sancedo, Vega de Espinareda, Berlanga del Bierzo, Toreno és Congosto községekkel határos.

## Népesség
A település lakosságának változását az alábbi diagram mutatja:
| Lakosok száma | 1514 | 1445 | 1603 | 1722 | 1852 | 1851 | 1859 | 1816 | 1789 | 1719 |
|               | 2001 | 2004 | 2007 | 2009 | 2012 | 2014 | 2017 | 2019 | 2022 | 2024 |